# Хепбёрн, Алекс
Алекс Хепберн (англ. Alex Hepburn; род. 25 декабря 1986, Лондон) — британская певица и композитор. Она выпустила свой одноимённый альбом EP в июне 2012 года. В апреле 2013 года она выпустила свой дебютный альбом Together Alone.

## Дискография

### Альбомы
| Год  | Альбом         | Высшая позиция в чарте | Высшая позиция в чарте | Высшая позиция в чарте | Высшая позиция в чарте | Сертификаты |
| Год  | Альбом         | BEL (Fl)               | BEL (Wa)               | FR                     | SWI                    | Сертификаты |
| ---- | -------------- | ---------------------- | ---------------------- | ---------------------- | ---------------------- | ----------- |
| 2013 | Together Alone | 36                     | 15                     | 3                      | 2                      |             |

### Синглы
| Год  | Название        | Высшая позиция в чарте | Высшая позиция в чарте | Высшая позиция в чарте | Высшая позиция в чарте | Сертификаты | Альбом         |
| Год  | Название        | BEL (Fl)               | BEL (Wa)               | FR                     | SWI                    | Сертификаты | Альбом         |
| ---- | --------------- | ---------------------- | ---------------------- | ---------------------- | ---------------------- | ----------- | -------------- |
| 2013 | «Under»         | 10                     | 2                      | 2                      | 5                      |             | Together Alone |
| 2013 | «Broken Record» | —                      | —                      | 90                     | —                      |             | Together Alone |
| 2013 | «Woman»         | —                      | —                      | 117                    | —                      |             | Together Alone |
| 2013 | «Pain Is»       | —                      | —                      | 132                    | —                      |             | Together Alone |